# ミャンマー連邦の大量破壊兵器
ミャンマーの大量破壊兵器（みゃんまーのたいりょうはかいへいき）について解説する。
ミャンマーが大量破壊兵器の開発をしていると、いくつかの反政府組織が報告しており、化学兵器を保有しまた核兵器開発計画を実行していると、いろいろな国の軍が報告している。
しかしこれらの報告には確かな証拠に欠け、ほぼすべての情報が個別に検証可能なものとなっていない。研究者はまた、活動家がその支持者を増やすため、支配者層が個人的かつ政治的な利益のために情報を捏造していると非難している。
ミャンマーの核兵器開発計画について広く信頼され報告されるきっかけとなったものとしてはオーストラリアの新聞「シドニー・モーニング・ヘラルド」紙による報告やそれを基にした記事がある。

## 化学兵器
最初にミャンマーが化学兵器を保有している可能性が公にされたのは、1991年に合衆国海軍情報部部長トーマス・ブルックス少将が合衆国議会に対し行なった証言で、ミャンマーは「化学兵器をおそらく保有している国」のリストに載っていると証言した。
2005年、ベルギーのフォトジャーナリスト「ティエリー・ファリス」は2名のミャンマー軍脱走兵からの取材で、彼らが軍にいた期間に聞いた話では「砲兵らは化学兵器砲弾を扱っていたため特別な防護措置をとっていた」と報じた。また、脱走兵らは、砲兵がマスクと手袋を装着し弾薬を発射したのを見たと証言した。
同じ年に別に、世界キリスト教連帯(Christian Solidarity Worldwide)の医師による「化学兵器による負傷と一致する」反政府カレンニー軍負傷兵を治療したとする報告がある。この世界キリスト教連帯による報告に対し、ミャンマー政府は化学兵器の使用を否定した 。

## 核兵器
- 2007年ロシアとミャンマーは問題となった原子力研究センターについて契約をかわした。これによれば、「センターは20%の濃縮ウラン235を燃料とする出力10MWの軽水炉、放射性物質研究所、医療用放射性同位体生産研究所、シリコン半導体添加物システム、核廃棄物処理及び埋設施設により構成される。」となっている[9]。
- 2009年6月、ビルマ民主の声は、北朝鮮の支援によって構築されたと伝えられる地下トンネルネットワークの映像が公開した[10]。
- 2009年7月2日付けのラジオ・フリー・アジアは、2008年11月22日にミャンマーのシュエ・マン将軍（当時軍序列3位）を筆頭とする高位級軍代表団が秘密裏に北朝鮮を訪問し、軍事協力のための了解覚書に署名したと報じた[11]。
- 2009年8月のシドニー・モーニング・ヘラルド紙に掲載されたレポートによると、ミャンマーは2014年までに核兵器を保有できるように取り組んでいると報じた。このレポートでは、 マンダレー管区の村のナウン・ラング(Naung Laing)山に北朝鮮からの支援を受けて原子炉とプルトニウム抽出施設が地下に建設されたとしている[12]。同紙のレポートはオーストラリアへ亡命した2名の高官への取材で得た証言をもとにしている。

- 2010年6月3日、ミャンマー反政府側の民主ビルマの声は5年間の調査をもとにしたミャンマーの軍事政権が核兵器開発計画を開始しているとする証拠を明らかにした[13]。民主ビルマの声によれば、このミャンマーの核兵器開発計画に関する証拠は、元ミャンマー軍事政権幹部のサイ・テイン・ウィンから提供された証拠や数百のファイルを含む数年をかけて国外に持ち出された極秘文書であるとしている[14][15]。国連の報告によれば、北朝鮮は核技術をミャンマー、イラン及びシリアに輸出した証拠があるとしている[16]。
- 2010年12月9日、イギリスのガーディアン紙が、軍事政権によるミャンマー丘陵地帯での秘密地下核施設建設に関する目撃情報とその現場での北朝鮮技術者の目撃情報が合衆国政府に寄せられていたことが内部告発サイト「ウィキリークス」に掲載された合衆国外交公電により明らかになったと報じた[17]。
- 2012年6月2日、フラ・ミン国防大臣がアジア安全保障会議で行った演説の中で、ミャンマーがかつて核開発を行なっていたことを認める発言を行う。ただしテイン・セイン政権において開発は停止されたこと、また目的はあくまで学術的、平和的なものであって、軍事目的ではなかったとした[18][19]。